# Porroglossum agile
Porroglossum agile är en orkidéart som beskrevs av Carlyle August Luer. Porroglossum agile ingår i släktet Porroglossum och familjen orkidéer. Inga underarter finns listade i Catalogue of Life.